# Tp1
Tp1 – polskie oznaczenie na PKP parowozu towarowego pruskiej serii G71 o układzie osi D, na parę nasyconą.

## Historia
Pierwsze lokomotywy wyprodukowała w 1893 roku fabryka Vulkan ze Szczecina. Produkowały je następnie także fabryki: Schwartzkopff, Schichau, Henschel, Linke-Hofmann, Orenstein & Koppel, Graffenstaden, Hannover, Düsseldorf i Borsig. Główna produkcja trwała do 1909 roku, po czym wznowiono ją jeszcze podczas I wojny światowej w latach 1916-1917, budując dalsze 200 sztuk. Dla kolei pruskich KPEV wyprodukowano 1205 maszyn tej serii, dla innych odbiorców 48 (3 dla kolei Lubeka - Büchen, 7 dla przemysłu, 3 dla Chin i 35 dla austriackich kolei wojskowych jako seria 274). 
Po 1918 roku PKP przejęły 142 maszyny pruskiej serii G71. Po 1945 roku polskie koleje posiadały jeszcze 99 maszyn. Wszystkie maszyny przeszły na inwentarz DOKP Kraków. Ostatnią wycofano ze służby w 1966 r. Tp1-18 stoi jako pomnik przy Technikum Kolejowym w Tarnowskich Górach.
Na niemieckich kolejach po I wojnie światowej (DRG) były oznaczone jako seria 550-6. Na DRG służyło w okresie międzywojennym 660 lokomotyw (numery: 55 001 - 55 660), ponadto 13 służyło na kolei Zagłębia Saary (55 661 - 55 673), a 3 na kolei Lubeka - Büchen (LBE) (55 681 - 55 683). Po wojnie służyły w RFN na kolejach DB do 1957 roku, a w NRD do 1966 roku.
Na kolejach czechosłowackich parowozy G7.1 były oznaczone początkowo jako seria 173.9, a w latach 20. zaliczone do serii 413.0 (wraz z G7.2), z numerami od 413.064 do 413.095.

## Opis
Parowóz towarowy o układzie osi D, z dwucylindrowym silnikiem bliźniaczym, na parę nasyconą. Oś kotła była na wysokości 2200 mm.
Według niektórych źródeł, charakterystyki poszczególnych lokomotyw różniły się, w zależności od producenta i zastosowanego kotła. Liczba płomieniówek wahała się między 206 - 224, całkowita powierzchnia ogrzewalna: 138,5 do 158 m², powierzchnia rusztu: 2,22 do 2,31 m².
Silnikowa była trzecia oś wiązana, która miała stoczone obrzeża o 5 mm, natomiast osie druga i czwarta miały możliwość przesuwu na boki o 10 mm w celu lepszego pokonywania łuków.
Parowóz mógł ciągnąć po równinie pociąg o masie 1400 ton z prędkością 40 km/h, a na pochyłości 5‰ pociąg o masie 600 t z prędkością 30 km/h.
Stosowano trzyosiowe tendry pruskiej serii 3 T 12 (polskie oznaczenie 12C1, pojemność 12 m³ wody i 7 t węgla), a później 3 T 16,5 (pojemność 16,5 m³ wody). 
Wersją lokomotywy G7.1 z silnikiem sprzężonym była seria G7.2. Podobna konstrukcyjnie do pruskiej serii G7.1 była palatynacka G4.1 (27 sztuk), natomiast całkowicie odmienna i nowsza była oldenburska G7.1 (22 sztuki).

## Dane techniczne
- tender serii 12 C1
- pojemność skrzyni na węgiel – 7,0 t